# Da lacht der Bär
Da lacht der Bär war die erste Unterhaltungsshow des DDR-Fernsehens. Sie gilt als Vorläufer der DDR-Samstagabendshow Ein Kessel Buntes.

## Geschichte
1955 entstand aus der 1953 u. a. durch den Quizmaster Rolf Krickow ins Leben gerufenen Radiosendung Da lacht der Bär eine Fernsehsendung am Mittwochabend, die eine Kombination aus Show und Kabarett sein sollte.
Während der Westen die Fernsehunterhaltung seinerzeit bereits den amerikanischen Showformaten anglich, strebte die DDR nach einer Mischung aus Show und Politik. Anfangs hatte die Sendung ein stark betontes, politisches Motiv. Die Moderatoren – Die drei Mikrofonisten – standen für jeweils eine deutsche Region: Heinz Quermann (Sachsen) – Gustav Müller (Rheinland) und abwechselnd Herbert Köfer (Ost-Berlin) sowie Gerhard Wollner (West-Berlin). Mit der Losung Deutsche an einen Tisch hatte der IV. SED-Parteitag eine Losung herausgegeben, in der zur Verhandlung über die deutsche Einheit ohne Einbeziehung der Siegermächte aufrief. In dieser Folge sollte die Fernsehsendung ihren politischen Beitrag dazu leisten.
Da lacht der Bär verschaffte sich, nicht zuletzt durch die Pointen der Moderatoren und den gelegentlichen Auftritt von West-Künstlern, große Popularität beim Zuschauer. Bis zum Frühjahr 1957 sendete man das Format aus der Deutschen Sporthalle an der Karl-Marx-Allee in Berlin-Friedrichshain, ehe man die zweistündige Show dann in den alten Friedrichstadt-Palast in Berlin-Mitte verlegte.
Die Popularität der Sendung rief auch das Politbüro der DDR auf den Plan. So gab es seit Oktober 1957 eine dreijährige Sendepause ohne Angabe von Gründen. Im September 1960 kehrte Da lacht der Bär zurück auf den Bildschirm. Nach dem Bau der Mauer 1961 wurde das einstmalige Sendekonzept hinfällig, sodass sich fortan alles auf den unterhaltsamen Teil konzentrierte.
In der 46. Ausgabe – zugleich letzten Show – traten u. a. die Weststars Roy Black und Trude Herr auf. Inzwischen hatte man die Moderatoren einmalig ersetzt durch Gerd E. Schäfer und Manfred Uhlig. Unklar ist, warum die Sendung 1965 eingestellt wurde. Die Sendung Ein Kessel Buntes (ab 1972) wird als deren Nachfolger angesehen.